# Abu Bakr (nome)
Abu Bakr in arabo أبو بكر‎? è un nome proprio di persona arabo maschile.

## Varianti in altre lingue
- Fula: Abubakar[2]
- Hausa: Abubakar[2]
  - Ipocoristici: Bukar[2]
- Turco: Ebu Bekir[2], Ebubekir[2]
- Lingue africane occidentali (influenzate dal francese): Aboubacar[2], Boubacar[2]

## Origine e diffusione
Si tratta di un composto dei termini arabi أبو (abu, "padre di") e بكر (bakr, "giovane cammello"), col significato letterale di "padre del giovane cammello". 
Si tratta di un nome particolarmente noto per essere stato portato da Abū Bakr, suocero del profeta Maometto e primo califfo del mondo musulmano; nel suo caso si trattava però di un kunya (ossia un titolo onorifico), mentre in realtà egli si chiamava Abd Allah. Il nome è particolarmente diffuso tra i musulmani sunniti, e meno tra gli sciiti, i quali hanno una visione più negativa di questo personaggio.

## Persone
- Abū Bakr, primo califfo dell'Islam
- Abu Bakr ibn al-Arabi, giurista arabo
- Abu Bakr Muhammad ibn Sirin al-Ansari, mistico arabo
- Abu Bakr ibn Yahya al-Suli, poeta, storico e giocatore di shatranj arabo
- Abu Bakr Sarakhsi, giurista persiano

### Variante Boubacar
- Boubacar Boris Diop, scrittore senegalese
- Boubacar Sanogo, calciatore ivoriano
- Boubacar Traoré, cantautore e chitarrista maliano

### Altre varianti
- Abubakr Abakarov, lottatore russo naturalizzato azero
- Aboubacar Keita, calciatore statunitense